# Ню Йорк (линеен кораб, 1912)
Ню Йорк (на английски: USS New York (BB-34)) е линеен кораб на САЩ. Главен кораб на едноименния тип линейни кораби. Кръстен е в чест на щата Ню Йорк.
Влиза в строй през 1914 г. След встъпването на САЩ в Първата световна война на страната на Антантата е изпратен в Северно море за подсилване на британския Гранд Флийт. Действайки в Северно море, минимум на два пъти се среща с германски подводни лодки. Възможно, през октомври 1918 г., „Ню Йорк“ случайно да се сблъсква и да потопява подводница, ставайки единственият американски кораб, който потопява германска подводница в хода на войната.
Своите първи бойни изстрели произвежда по време на Втората световна война. Първият бой на „Ню Йорк“ е между него и бреговата артилерия по време на Операция „Факел“ в Северна Африка, след участие в сраженията служи като учебен кораб. След войната в Европа „Ню Йорк“ е преведен в тихоокеанския флот, с който взема участие в атаките над Иво Джима и Окинава. По-късно „Ню Йорк“ е изпратен в Пърл Харбър за ремонт.
Линкорът е използван за изпитания на ядрено оръжие в рамките на операцията „Crossroads“, проведена през 1946 г., след което е изучаван в течение на няколко години.
През 1948 г. корабът е използван като мишена. За времето на своята служба „Ню Йорк“ получава 3 звезди за служба.

## Архитектура и конструкция
Линеиният кораб „Ню Йорк“ е главният от двата планирани кораба на типа „Ню Йорк“. Обаче корабът е достроен по-късно, отколкото еднотипния с него „Тексас“ (на английски: USS Texas (BB-35)). Строителството на линкора „Ню Йорк“ се води в рамките на бюджета за 1911 финансова година. Главният калибър на новия линкор на ВМС на САЩ съставляват десет 356-мм оръдия Мк. 1 c дължина на ствола 45 калибра.
По проект водоизместимостта на кораба трябва да бъде 27 000 тона, максималната дължина – 175 м, по водолинията – 172 м, ширина – 29,11 м, газене – 8,69 м.
Линкорът е снабден с четиринадесет парни котела и две парни машини със сумарна мощност от 28 000 к.с. (21 000 кВт), което му позволява да развива максималната скорост 21 възела. Далечината на хода трябва да съставлява 7060 морски мили на ход 10 възела.
Главният броневи пояс на кораба се състои от два хоризонтални реда плочи. Дебелината на горния съставлява 254 мм, а на долния 305 мм. Долния каземат се защитава от броня с дебелина 230 – 280 мм, а горния каземат – от 150 мм броня. Бронирането на палубата е 50 мм. Челото на кулите на оръдията на главния калибър е 356 мм, покрива – 102 мм, 203 мм отстрани и тил.
Линкорът има 14" оръдия на главния калибър, стволовете им са с дължина 45 калибра, с максимален ъгъл на възвишение от 15°. Оръдията на ГК са разположени по две в 5 оръдейни куполи. Корабите от типа „Ню Йорк“ са последните, които имат оръдейни кули в средната част на кораба. Корабът е оборудван и със 127-мм оръдия, които преди всичко са предназначени за защита от разрушители и подводни лодки. Точността на 127-мм оръдия е невисока поради поставянето им на открити оръдейни установки, за това, в хода на модернизация на конструкцията през 1918 г., от носовата и кърмовата части на кораба, някои от оръдията са демонтирани. При проектирането на линкора поставянето на зенитни оръдия не е предвиден, но през 1918 г. съда получава 76 мм зенитни оръдия. Линкорът също има 533-мм торпедни апарати, по един на двата борда в носовата и кърмовата част на корпуса. Боезапасът им е 12 торпеда и 12 морски мини.
Екипажът на кораба е от 1042 офицера и матроса.
„Ню Йорк“ е заложен на 11 септември 1911 г. във военноморската корабостроителница в Бруклин и се строи в съответствие с новото трудово законодателство на САЩ, ограничаващо времето на работа на строителите. Според разчетите, стойността на строителството на кораба (без стойността на броневия прокат и въоръженията) съставя около 6 000 000 долара. Спуснат е на вода на 30 октомври 1912 г., въведен в строй на 15 май 1914 г. Петият кораб наречен в чест на щата Ню Йорк, неговото строителство се спонсорира от Eлси Колдър, дъщеря на политика Уилям Колдър (на английски: William M. Calder).

## История на службата
Веднага след влизането си в строй „Ню Йорк“ се насочва за Веракрус (командир на кораба е каптън (капитан 1 ранг) Томас С. Роджърс). През юли 1914 г. линкорът става флагмански кораб на контраадмирал Франк Флетчър, чиято ескадра окупира и блокира Веракрус с цел прекъсването на доставките на оръжия за правителството на Викториано Уерта. След като завършва американската окупация на Веракрус, „Ню Йорк“ отплава в поход по източното крайбрежие на Съединените щати. През декември 1915 г., по предложение на екипажа на линкора, на кораба е проведена коледна вечеринка и вечеря за сираци от Ню Йорк. По-късно оказването на помощ на нуждаещите се става традиция на кораба, и за това, възможно, „Ню Йорк“ получава прякора „Коледният кораб“. Следвайки тези традиции, той провежда ред тренировъчни учения на Атлантическото крайбрежие.

### Първа световна война
След встъпването на САЩ в Първата световна война, „Ню Йорк“, под командването на капитан Едуард Л. Бич Старши, става флагман на линейното подразделение 9 (BatDiv 9) под командването на контраадмирал Хю Родман (на английски: Hugh Rodman). То е изпратено за подкрепа на Британския Голям флот в Северно море и пристига в Скапа Флоу на 7 декември 1917 г. Корабите от флота на САЩ са отнесени към 6-а бойна ескадра на Големия флот, американските кораби се присъединяват към морската блокада и ескортите. През декември 1917 г. „Ню Йорк“, заедно с другите линкори на САШ, взема участие в ученби стрелби. „Ню Йорк“ получава най-високата оценка сред корабите, за точност на стрелбата: попаденията при него съставят 93,3 процента, спрямо крайните оценки на ученията е единственият кораб, който получава оценката „отлично“.
По време на войната „Ню Йорк“ няма случай да стреля по врага, без да се считат случаите на атаки на линкора над немски подводни лодки. На 14 октомври 1918 г., при пролива Пентленд Фърт, линкорът, следвайки с група кораби, получава силен подводен удар по десния борд. Следващ удар попада в кърмовата част на кораба, като поврежда гребните винтове, вследствие на което скоростта на линейния кораб пада до 12 възела. Става ясно, че корабът се е сблъскал с подводен обект, но, съдейки по дълбочината на пролива, това не е скала. Командването на съда стига до извода, че корабът се е сблъскал с подводница и че подводната лодка е поразена от гребните винтове на кораба, и повредите водят до нейното потопяване. Съгласно немските архиви, това би могла да бъде UB-113 или UB-123. Този инцидент е единственият пример на „сблъсък“ на линкора с немски военни съдове.
На следващия ден подводница изстрелва по повредения кораб три торпеда, но всички те преминават пред носа на съда. Пределно е ясно, че атаката не е лъжлива тревога, няколко от членовете на екипажа на съда отчетливо виждат следите от торпедата на лунната светлина, а след атаката, в непосредствена близост до конвоя, е засечена субмарина на противника. Възможно, именно повредите по движителите да спасяват кораба от попадения на торпедата: линкорът може да развие тогава скорост само от 12 възела при нормален ход 16 възела. Във връзка с това, историкът Джери Джонс прави извода, че командирът на субмарината неправилно е оценил скоростта, с която плава кораба.
На 15 октомври „Ню Йорк“, заедно с ескорт, благополучно пристига в Росайт, където се провежда ремонтът на линкора, в хода на който върху корпуса на съда е забелязана голяма вдлъбнатина от стълкновението.
На кораба често плават чуждестранни монарси, в т.ч.: кралете на Великобритания Джордж V и Едуард VIII и императорът на Японската империя Хирохито. На линкора, на 21 ноември 1918 г., е подписан актът за капитулация на Флота откритото море на кайзеровите ВМС недалеч от Фърт оф Форт, след което „Ню Йорк“ се завръща в САЩ. След това конвоира кораба „Джордж Вашингтон“ (на английски: SS George Washington), на който се намира президентът Удроу Уилсън по време на своето пътуване към Брест (Франция) за провеждането на Парижката мирна конференция.

### Междувоенен период
С връщането си в САЩ през 1919 г., „Ню Йорк“ пристъпва към учебни и патрулни действия, които изпълнява до средата на 1930 години. През същата година е преоборудван във военноморската корабостроителница в Норфолк. От кораба са демонтирани пет 127-милиметрови оръдия (вече броя на поставените на кораба такива оръдия е 16) и са поставени пет 76-мм зенитни оръдия. В края на 1919 г. корабът, пресичайки Тихия океан, се присъединява към Тихоокеанския флот на ВМС на САЩ. В средата на 1930 години е преместен обратно в Атлантика. През междувоенния период корабът извършва няколко плавания към Западното крайбрежие на САЩ.
Към 1926 г. линкорът е стар относително новите линейни кораби, за това, в съответствие с Вашингтонския договор, е изпратен в Норфолк за преоборудване, за разлика от другите линкори, такива като „Юта“ и „Флорида“, които са утилизирани или преоборудвани като учебни кораби. Вследствие оборудването с допълнителни средства за защита от торпеда и авиация корабът напълнява с 3000 тона. Броят на 76,2-милиметровите оръдия е увеличен до осем, при това шест оръдия са пренесени в каземати на палубата. Торпедните апарати са демонтирани. Четиринадесетте въглищни котела Babcock & Wilcox са заменен с шест нефтени котела „Bureau Express“. Решетчестите мачти на кораба са заменени с триноги. На предната от мачтите е поставена рубка за управление. На средната част кула е поставен стартов катапулт. Крановете за хидросамолетите са установени по двете страни на кулата. Бронирането на палубата е усилено.
На 3 април 1929 г. корабът е изпратен на учения, съвместно с „Аризона“, а в периода 7 – 10 ноември корабите „Ню Йорк“ и „Пенсилвания“ плават за Сан Франциско. На 3 април, съвместно с „Аризона“, са проведени зенитни учения, след което линкорът отплава за Хемптън Роудс за пропарване на котлите и остава там до 1 май.
„Ню Йорк“ остава с тихоокеанския флот до 1937 г. През същата година на него плава адмирал Хю Родман, представител на крал Джордж VI и кралица Елизабет, тъй като корабът взема участие в големия военноморски преглед, който е от 20 май 1937 г. „Ню Йорк“ на него е единствения представител на ВМС на САЩ. През 1937 г., за модернизация на лекото въоръжение, на кораба са добавени осем 28 милиметрови оръдия. През февруари 1938 г. на „Ню Йорк“ е поставен радар XAF, а също така и първия в САщ дуплексер. Това прави „Ню Йорк“ втория кораб, снабден с радар, след разрушителя USS Leary (DD-158). След изпитанията на радара на „Ню Йорк“, аналогични радари са поставени на крайцерите „Бруклин“ и „Сейнт Луис“, а също така и на новия линкор „Уест Вирджиния“ (USS West Virginia (BB-48)). В течение на следващите няколко години корабът служи основно за обучение на мичмани и моряци-новобранци, постъпващи току-що на военна служба.
През септември 1939 г. линкорът се присъединява към Нейтралния патрул за охрана на морските пътища в Северния Атлантик, по-късно корабът е даден в разпореждане на Командването на силите на флота на САЩ за следващите 27 месеца. През юли 1941 г. „Ню Йорк“ съпровожда американския конвой, който доставя исландския гарнизон. В периода 1940 – 1941 г. корабът преминава модернизация: основната батарея получава увеличен ъгъл на насочване от 15 до 30 градуса. На 7 декември 1941 корабът е в модернизация, когато Япония напада Пърл Харбър, и много от линкорите на САЩ са преведени на тихоокеанския театър.

### Втора световна война
В началото на Втората световна война и по време на нападението над Пърл Харбър „Ню Йорк“ се намира в ремонт и 4 седмици след началото на атаката излиза от ремонт. Корабът влиза на служба, съпровождайки товари и военни съдове до Ирландия и Шотландия и извършва това в течение на година. На своето първо съпровождане на конвои „Ню Йорк“ напуска Норфолк на 15 февруари и пристига в Ню Йорк на 16 февруари, в Нова Скотия на 21 февруари и в Исландия на 2 март, на 27 март се връща в Норфолк. Той отново отплава по същия маршрут на 24 април и пристига в Ню Йорк на следващия ден, в Нова Шотландия на 2 май, на 5 май в Нюфаундленд и Исландия на 10 май. На 20 май линкорът пристига в Ню Йорк, а на следващия ден „Ню Йорк“ отплава за третото си ескортиране, отново пристигайки в Новую Шотландия на 2 юни и в Шотландия на 10 юни, на 30 юни се връща в Норфолк.
След тези три похода „Ню Йорк“ остава в Норфолк за основен ремонт. Спомагателната батарея е намалена, а зенитното въоръжение е увеличено до десет 76 мм оръдия, поставени са 24 оръдия Bofors и 42 оръдия Ерликон. На 12 август „Ню Йорк“ отплава от Норфолк и на следващия ден вече е в Ню Йорк. Оттам се насочва за Нова Шотландия (провинция на Канада), където остава до 22 август, след което, от 31 август до 5 септември, се намира в Шотландия.
„Ню Йорк“ се връща в Норфолк на 15 септември.
Първото голямо сражение от Втората световна, с участието на линкора, е марокано-алжирската операция – десанта на войските на Съюзниците в Северна Африка, през ноември 1942. На 23 ноември корабът напуска Норфолк за включване в съюзния флот. Линкорът е част от групата, атакуваща от юг, и на 8 ноември „Ню Йорк“, съвместно с крайцера „Филаделфия“ (на английски: USS Philadelphia (CL-41)) и шест разрушителя атакува залива Сафи в Мароко, осъществява поддръжката на 9-а пехотна дивизия на САЩ и прикритието на разрушителите „Cole“ и „Bernadou“, попаднали под обстрела на батарея 130-милиметрови оръдия. „Ню Йорк“ дава няколко залпа с оръдията на главния калибър, като един от залповете поразява батареята, а един снаряд, след рикошет, уцелва бункер, унищожавайки далекомер и убивайки командира на батареята, вследствие на което действията на батареята са нарушени. Другите брегови батареи са подавени с артилерия и авиация от ескортния самолетоносач USS Santee (CVE-29). „Ню Йорк“ остава на позиция, докато порта не е в безопасност, след това се насочва към северна Африка към централната група кораби при Мохамедия и Казабланка, в частност за това, да неутрализира вражеския линкор „Жан Барт“, който се подчинява на режима на Виши, но когато линкорът „Ню Йорк“ пристига на нужното място, вражеският кораб вече е блокиран от линкора USS Massachusetts (BB-59), другите кораби на Виши са отблъснати от американските крайцери.
„Ню Йорк“ остава при бреговете на северна Африка докато бойните действия не спират, след това, на 14 ноември напуска Африка. В крайна сметка той изстрелва 60 снаряда. Връща се в Норфолк на 23 ноември.
След края на бойните действия, „Ню Йорк“ отново се връща към съпровождането на конвои. Съпровожда два конвоя от САЩ, за Казабланка. Напуска Норфолк на 24 ноември и на 12 декември 1942 г. пристига в Казабланка, където се намира от 24 до 29 и на 12 януари 1943 г. се връща в Норфолк. По време на второто си плаване дредноутът, напускайки Норфолк на 26 февруари, в Ню Йорк пребивава от 27 февруари до 5 март, в Казабланка – от 18 до 25 март и се връща в залива на Ню Йорк на 1 май. През 1943 г. линкорът „Ню Йорк“ влиза за преоборудване, за да се превърне в учебна огнева батарея и кораб за ескорт. Пристига в Портленд (Мейн), където се намира до 27 юли. Това е четвъртия ремонт на кораба за времето на неговата служба. Дредноутът получава десет 3-дюймови зенитни оръдия, четиридесет оръдия калибър 40 мм и тридесет и шест калибър 20 мм. Модернизирана е системата за управление на огъня. Вследствие на всички тези изменения масата на кораба се увеличава до 34 000 – 35 000 тона, при пълна комплектация. Връща се в Норфолк на 2 август 1943 г. Използвал се за подготовка на екипажите на батареите на бреговата охрана. Провежда тренировъчни стрелби преимуществено с оръдията на главния калибър. От юли 1943 г. до юни 1944 г. на кораба са обучени около 11 хиляди военнослужещи и 750 офицера. Въпреки това, поради своите задължения много служещи молят за преместване на друг съд. По тези причини „Ню Йорк“ е предаден на Военноморската академия на САЩ и от юни до август 1944 г. превозва 1800 мичмана от Анаполис до Тринидад.

#### Тихоокеански театър
„Ню Йорк“ се връща към бойни действия по време на сраженията на тихоокеанския театър през 1944 г., той пресича Панамския канал на 27 ноември и пристига в Лонг Бийч на 9 декември, след една повреда и загубвайки палубен самолет вследствие на лошо време. Линкорът преминава преподготовка в Южна Калифорния през декември 1944 г. и януари 1945 г. На 12 януари „Ню Йорк“ влиза в групата за поддръжка, съвместно с „USS Idaho (BB-42)“, „USS Tennessee (BB-43)“ и „USS Nevada (BB-36)“, за помощ в битката за Иво Джима. Преди самото начало на битката „Ню Йорк“ чупи гребен винт, във връзка с което корабът се налага да бъде ремонтиран на атола Ениветок, от 5 до 7 февруари. След ремонта линкорът се връща към групата, която към 11 февруари вече е недалеч от остров Сайпан, който е част от Марианския архипелаг. Заедно с групата „Ню Йорк“ пристига на Иво Джима на 16 февруари и преди началото на нахлуването започва бомбардировка. В течение на три дни островът се подлага на бомбардировка. „Ню Йорк“ дава 6 417 изстрела, в т.ч. 1 037 с оръдията на главния калибър. Един от неговите залпове попада в основния склад за боеприпаси на острова, предизвиквайки голям взрив. На 19 февруари линкорът напуска района и към 21 февруари пристига на атола Улити.
След ремонт на гребния винт, на остров Манус от 28 февруари до 19 март, „Ню Йорк“ се присъединява към отряд 54 в Улити към 22 март, за подготовка към нападението на Окинава. В групата са такива линейни кораби като „USS Maryland (BB-46)“, „USS Colorado (BB-45)“ и „USS West Virginia (BB-48)“ („Западна Вирджиния“). На 27 март те започват обстрел на остров Окинава. Тази група осъществява брегова бомбардировка, а след това и поддръжка на сухопътните войски, обстрелвайки острова с корабната артилерия. „Ню Йорк“ се намира на своята позиция 75 дни, за което време изстрелва 4 159 14-дюймови снаряда и 7 001 снаряда 5-дюймов калибър. На 14 април корабът е нападнат от камикадзе, самолетът е свален, а самият кораб получава само повърхностни повреди, ранени са двама души. На 11 юни корабът напуска групата, поради износване на неговите оръдия. Той се насочва към Пърл Харбър, където са заменени стволовете на оръдията на главния калибър, след което корабът започва подготовка за операция „Даунфол“.
„Ню Йорк“ прави спирка на остров Лейте на 14 юни, а на 1 юли вече е в Пърл Харбър. На 15 август, малко преди края на войната, линкорът се намира в залива.
По време на Втората световна война, от декември 1941 г. до ноември 1944 г. „Ню Йорк“ е част от Атлантическия флот, и 276 дни към Тихоокеанския флот. За това време той изразходва 53 094 снаряда, изминава 123 867 мили, 414 дни плава на пълен ход и изразходва 84 672 080 литра гориво.

### Следвоенен период
След края на войната „Ню Йорк“ взема участие в операцията „Вълшебно килимче“. Той напуска Пърл Харбър на 2 септември и се насочва към залива Сан Педро и пристига в него на 9 септември. По-късно пристига в Ню Йорк, за празниците посветени на деня на Военноморския флот.
Участва, като опитен кораб, в операцията „Crossroads“, заедно със 70 други съда, при атомните тестове през юли 1946 г. до атола Бикини. След изпитанията корабът е изпратен обратно за изучаване на въздействието на ядрените взривове.
На 6 юли 1948 г. съда е използван като мишена за самолети и кораби, след което потъва.

## Награди
„Ню Йорк“ получава няколко звезди за служба по време на участието му в бойните действия, а също ред други награди:
- Медал „За победата в Първата световна война“
- Медал „За отбрана на Америка“
- Медал „За Американската кампания“
- Медал „За Европейско-африканско-близкоизточната кампания“
- Медал „За Азиатско-тихоокеанската кампания“
- Медал „За победата във Втората световна война“